# The Contest
"The Contest" foi o the 51º episódio da série Seinfeld (11º episódio da 4ª temporada) que foi ao ar em 18 de Novembro de 1992. No episódio, George Costanza conta a Jerry Seinfeld, Elaine Benes e Cosmo Kramer que sua mãe o flagrou desprevenido quando ele estava se masturbando. A conversa resulta em George, Jerry, Elaine e Kramer entrando numa aposta para determinar quem consegue ficar por mais tempo sem se masturbar.
O episódio seria controverso para ir ao ar porque a NBC achava que masturbação não seria um tópico apropriado para o horário nobre. Por causa disto, a palavra "masturbação" não é utilizada em momento algum no episódio. Em vez disto, o assunto é descrito utilizando uma série de eufemismos, apesar de o significado ainda ser claro para a audiência. O escritor do episódio, Larry David, ganhou o Primetime Emmy Award de Melhor Roteiro em Série de Comédia por seu trabalho no episódio. Um eufemismo usado no episódio foi quando um personagem afirmava sobre si mesmo que era "mestre do meu domínio" que significava que ainda estava na aposta. Esta frase se tornou um bordão na cultura popular, embora não seja sempre utilizada para se referir à masturbação.

## Enredo
No Monk's Cafe, George conta a Jerry, Elaine e Kramer que sua mãe o flagrou se masturbando, o que fez com que ela entrasse em choque e indo ao hospital. George resolve nunca se masturbar novamente. Os homens apostaram cem dólares, enquanto Elaine apostou 150 dólares, pois os homens insistiram que para uma mulher é mais fácil ficar sem masturbação.
Kramer perde a aposta quase que imediatamente, quando vê uma mulher nua na janela do apartamento. Os outros tiveram várias tentações: Enquanto visita a mãe no hospital, George é distraído por uma enfermeira dando banho em outra mulher numa banheira; A academia que Elaine frequenta é apadrinhada por John F. Kennedy, Jr. e Jerry está frustrado porque sua namorada Marla, que é virgem, não irá transar com ele. Jerry tenta diminuir sua vontade assistindo desenho animado.
Os três apostadores remanescentes começam a sofrer de insônia. Elaine divide o táxi com Kennedy, e conta a ele que mora em Uptown, próximo a Jerry, para estender a viagem. Ele planeja para vê-la novamente. A pressão aumenta tanto que ela perde a aposta. Enquanto estão se agarrando no sofá, Marla pergunta a Jerry se eles podem fazer sexo, dizendo que já estaria pronta. Entretanto, Jerry, acaba por comentar da aposta, o que faz com que Marla saia chateada. Elaine acha que Kennedy continua interessado nela, mas George revela que ele saiu com Marla. Eles veem Kramer transando com a mulher pelada através do apartamento. 
Naquela noite, todos dormem bem, mas não foi revelado se foi Jerry ou George quem venceu. Marla é mostrada na cama com Kennedy. 

## Produção
O episódio foi escrito por Larry David. Kenny Kramer afirmou que a aposta existiu de verdade com David e alguns amigos participando, embora Kenny não tenha participado porque achava que não poderia ganhar. David venceu a aposta. Quando David teve a ideia de utilizá-la em um episódio de Seinfeld, ele não falou sobre ela com Seinfeld por um bom tempo, porque achava que o episódio seria impossível para ele querer fazer. No entanto, Seinfeld achou que não seria ofensivo. O roteiro original não foi revelado até a noite anterior à leitura do elenco. A primeira versão escrita por David era mais "suja" que a que foi ao ar. A nota do censor afirmava que David não deveria usar a palavra "Snapple". Julia Louis-Dreyfus pensava que o episódio jamais daria certo por causa do assunto tratado. Seinfeld decidiu que que seria melhor remover quaisquer referências ao que George realmente fez. Ele afirmou que provavelmente até seria possível utilizar a palavra "masturbação" no episódio, embora provavelmente não teria sido tão engraçado.

## Recepção
"The Contest" é considerado um dos melhores episódios de Seinfeld, ganhando diversos prêmios e críticas positivas. David ganhou um Primetime Emmy Award de Melhor Roteiro em Série de Comédia e um Writers Guild of America Award por seu trabalho no episódio. O diretor Tom Cherones ganhou um Directors Guild of America Award de "Outstanding Directorial Achievement in Comedy Series" pelo episódio. e foi indicado ao Primetime Emmy Award de Realização Individual Excepcional em Direção.
O episódio é considerado pela maioria dos críticos como um sucesso por conseguir tratar de um assunto controverso de uma forma não ofensiva. Jonathan Boudreaux do tvdvdreviews.com disse que "O roteiro ganhador do Emmy de Larry David introduziu o brilhante eufemismo "mestre do meu domínio" ao nosso vocabulário e ajudou a série a se tornar um programa de TV que merecia ser visto. Sabemos sobre o que o episódio se trata, mas o roteiro nunca o explicitamente menciona. "The Contest" sem esforço torna um assunto potencialmente controverso e torna-o totalmente inofensivo, mas ainda assim hilário" Donna Dorsett do audaud.com comentou sobre a recusa de usar a palavra "masturbação", dizendo que, "Se a palavra fosse usada, mesmo uma única vez, o show não teria sido nem de perto tão hilário quanto foi. O episódio foi totalmente inofensivo".